# Walmeroder Bach
Der Walmeroder Bach, auch Streitbach genannt, ist ein gut zweieinhalb Kilometer langer rechter und südwestlicher Zufluss des Salzbaches  im Westerwald. 

## Geographie

### Verlauf
Der Walmeroder Bach entspringt auf einer Höhe von  324 m ü. NHN nördlich des Bahnhofes von Wallmerod. 
Er fließt zunächst in nordöstlicher Richtung, schlägt einen kleinen Bogen und läuft dann zackenförmig und stark begradigt südostwärts durch eine baumlose Wiesenflur. Kurz vor dem Nordrand von Wallmerod wechselt er seine Fließrichtung nach Osten und zieht links am Fuße des Gerhardsbergs vorbei. Er bewegt sich nunmehr in Richtung Nordosten durch eine Feuchtwiese, begleitet von einem breiten Saum aus Ufergehölz und Büschen. Der Bach richtet jetzt seinen Lauf mehr nach Osten aus, um etwa 300 m später wieder die vorherige Richtung einzuschlagen. Er verlässt nun die Wiesenlandschaft, betritt den Strutwald und wird auf seiner linken Seite durch den aus dem gleichnamigen Ort von Westen kommenden Bilkheimer Bach gespeist. 
Der Walmeroder Bach fließt nun nach Osten, wobei ihn kurz darauf von rechts ein weiterer Zulauf erreicht und mündet schließlich  südlich des Mühlenbergs und auf einer Höhe von 214 m ü. NHN in den Salzbach.

### Zuflüsse
- Bilkheimer Bach (links), 1,5 km, 1,51 km²
- Bach aus den Feuchtwiesen (rechts), 1,1 km, 1,03 km²

### Flusssystem Elbbach
- Fließgewässer im Flusssystem Elbbach

## Daten und Charakter
Der Walmeroder Bach ist an seinen Oberlauf ein stark begradigter Wiesenbach. Ab der Höhe von Wallmerod wandelt er sich mehr und mehr zu einem naturnahen Bach. Sein Einzugsgebiet erstreckt sich über eine Fläche von knapp 3 km²